# Rödbröstad springhöna
Rödbröstad springhöna (Turnix pyrrhothorax) är en australisk fågel i familjen springhöns som länge betraktades som hönsfåglar, men som trots sitt likartade utseende egentligen tillhör ordningen vadarfåglar.

## Utseende och läte
Rödbröstad springhöna är en mycket liten (12–16 cm) och mörk hönsliknande fågel med ljusa ögon. Adulta honan har djupt rostorangefärgat bröst, vilket gett arten dess namn. Hanen är ljusare, med vit haka. I flykten syns att ovansidan är relativt jämnfärgad med mindre kontrast mellan vingpennor och täckare än hos andra springhöns. Lätet beskrivs som ett upprepat "oom-oom-oom-oom” som ökar i tonhöjd och intensitet.

## Utbredning och systematik
Fågeln förekommer på savann och i buskmark i norra och östra Australien. Den behandlas som monotypisk, det vill säga att den inte delas in i några underarter.

## Levnadssätt
Rödbröstad springhöna förekommer i täta gräsmarker. Liksom andra springhöns är den mycket tillbakadragen och ses ofta endast när den skräms upp. Liksom andra springhöns har den ett polyandriskt häckningsbeteende, där honan parar sig med flera hanar. Det är honan som är mer färgglatt tecknad, initierar parning och bygger boet, medan den blekare tecknade hanen ruvar äggen och tar hand om ungarna. 

## Status och hot
Arten har ett stort utbredningsområde och en stor population, men tros minska i antal, dock inte tillräckligt kraftigt för att den ska betraktas som hotad. Internationella naturvårdsunionen IUCN kategoriserar därför arten som livskraftig (LC).